# Lijst van kibboetsen in Israël
In totaal zijn er 270 kibboetsen in Israël (2010), met ongeveer 100.000 bewoners. Het volgende is een lijst van kibboetsen in Israël, met tussen haakjes het oprichtingsjaar.

## Kibboetsen van deKibboetsbeweging
- Adamit (1958)
- Afek (1939)
- Afik (1967)
- Afikim (1932)
- Almog (1977)
- Allonim (1938)
- Alumot
- Ami'ad (1946)
- Amir (1939)
- Ashdot Ya'akov Ihud (1953), ontstaan uit Ashdot Ya'akov (1924, 1933)
- Ashdot Ya'akov Meuhad (1953), ontstaan uit Ashdot Ya'akov (1924, 1933)
- Ayelet HaShahar (1918)
- Bahan (1953)
- Bar'am (1949)
- Barkai (1949)
- Be'eri (1946)
- Beit Alfa (1922)
- Beit Guvrin (1949)
- Beit HaArava (1939)
- Beit HaEmek (1949)
- Beit HaShita (1928)
- Beit Kama (1949)
- Beit Keshet (1944)
- Beit Nir (1955)
- Beit Zera (1921)
- Beth-El (1970)
- Bror Hayil (1948)
- Chatzor Asjdod (1946)
- Dafna (1939)
- Dalia (1939)
- Dan (1939)
- Degania Alef (1910)
- Degania Bet (1920)
- Dorot (1941)
- Dovrat (1948)
- Dvir (1951)
- Eilon (1938)
- Eilot (1962)
- Ein Carmel (1947)
- Ein Dor (1948)
- Ein Gedi (1953)
- Ein Gev (1937)
- Ein HaHoresh (1931)
- Ein HaMifratz (1938)
- Ein Harod (Ihud) (1952), ontstaan uit Ein Harod (1921-1952)
- Ein Harod (Meuhad) (1952), ontstaan uit Ein Harod (1921-1952)
- Ein HaShlosha (1950)
- Ein HaShofet (1937)
- Ein Sjemer (1927)
- Ein Zivan (1968)
- Einat (1925)
- El Rom (1971)
- Elifaz (1982)
- Erez (1950)
- Eshbal (1998)
- Evron (1937)
- Eyal (1949)
- Ga'aton (1948)
- Ga'ash (1951)
- Gadot (1949)
- Gal On (1946)
- Galed (1945)
- Gan Shmuel (1920)
- Gat (1941)
- Gazit (1948)
- Gesher (1939)
- Gesher HaZiv (1949)
- Geshur (1971)
- Geva (1921)
- Gevim (1947)
- Gezer (1945)
- Gevim (1947)
- Gilgal (1972)
- Ginegar (1922), ontstaan uit Degania Gimel (1920-1922)
- Ginosar (1937)
- Givat Brenner (1928)
- Givat Haim (Ihud) (1953)
- Givat Haim (Meuhad) (1953)
- Givat HaShlosha (1925)
- Givat Oz (1949)
- Glil Yam (1943)
- Gonen (1951)
- Grofit (1966)
- Gevat (1926)
- Gvulot (1943)
- HaGoshrim
- Hahoterim
- Hamadia (1939)
- Hanaton (1984)
- Hanita (1938)
- HaOgen
- Hardoef
- Harel
- HaSolelim (1949)
- Hatzerim (1946)
- Hazorea
- Heftziba (1922)
- Holit
- Hokuk (1945)
- Horshim (1955)
- Hulda (1930)
- Kabri (1949)
- Kalya (1974)
- Karmia
- Ketura (1970)
- Kfar Bloem (1943)
- Kfar Giladi (1916)
- Kfar HaHoresh (1933)
- Kfar HaMaccabi
- Kfar HaNassi (1948)
- Kfar Haruv (1973)
- Kfar Masaryk (1933)
- Kfar Menahem
- Kfar Ruppin (1938)
- Kfar Szold (1942)
- Kfar Yehoshua (1927)
- Kinneret (1909)
- Kiryat Anavim
- Kissufim (1951)
- Kramim
- Lahav
- Lehavot HaBashan
- Lehavot Haviva (1949)
- Lochamei HaGeta'ot (1949)
- Lotan (1983)
- Ma'abarot (1925)
- Ma'agan Michael (1949)
- Ma'ale HaHamisha (1938)
- Ma'anit (1942)
- Malkia (1949)
- Manara (1943)
- Maoz Chaim (1937)
- Mashabei Sadeh
- Matzuba
- Ma'ayan Barukh
- Ma'ayan Tzvi (1938)
- Magal (1953)
- Magen (1949)
- Mefalsim
- Megiddo (1949)
- Merhavia
- Mesilot (1938)
- Metzer
- Mevo Hama (1968)
- Misgav Am (1946)
- Migvan
- Mishmar HaEmek (1922)
- Mishmar HaNegev (1946)
- Mishmar HaSharon (1924)
- Mizra
- Na'an
- Nahal Oz (1951)
- Neot Mordechai (1946)
- Neot Smadar (1989)
- Netiv HaLamed-Heh
- Netzer Sereni (1961)
- Neve Eitan (1938)
- Neve Harif (1987)
- Neve Ilan (1978)
- Neve Ur  (1948)
- Neve Yam (1939)
- Nir Am (1949)
- Nir David (1936)
- Nir Eliyahu (1950)
- Nir Oz (1955)
- Nir Yitzhak (1949)
- Nirim (1946)
- Nitzanim (1951)
- Or HaNer (1957)
- Ortal (1978)
- Palmachim (1949)
- Parod (1949)
- Pelekh
- Ramat David (1926)
- Ramat HaKovesh (1932)
- Ramat HaShofet (1941)
- Ramat Rachel (1925)
- Ramat Yohanan (1931)
- Ramot Menashe (1948)
- Ravid (1981)
- Re'im (1949)
- Regavim (1948)
- Reshafim (1948)
- Retamim (1988)
- Revadim (1947)
- Revivim (1943)
- Rosh HaNikra (1949)
- Ruhama  (1944)
- Sa'ar (1948)
- Samar (1976)
- Sarid (1926)
- Sasa (1949)
- Sde Boker (1952)
- Sde Nahum (1937)
- Sde Nehemia (1940)
- Sde Yoav (1956)
- Sdot Yam (1940)
- Sha'ar HaAmakim (1935)
- Sha'ar HaGolan (1937)
- Shamir (1944)
- Shefayim (1935)
- Shiller (1927)
- Shomrat (1948)
- Shoval (1946)
- Snir (1967)
- Sufa (1975)
- Tamuz (1987)
- Tel Katzir (1949)
- Tel Yitzhak (1938)
- Tel Yosef (1921)
- Tlalim (1980)
- Tuval (1981)
- Tze'elim (1947)
- Tzivon (1980)
- Tzora (1948)
- Tzova
- Urim (1946)
- Usha (1937)
- Yad Hannah (1950)
- Yad Mordechai (1943)
- Yagur (1922)
- Yahad (1984)
- Yahel (1976)
- Yas'ur (1949)
- Yehiam (1946)
- Yifat
- Yiftah
- Yiron  (1949)
- Yizre'el (1948)
- Yotvata (1957)
- Zikim (1949)